# Ha*Ash (álbum)
Ha*Ash es el álbum debut homónimo del dúo estadounidense Ha*Ash integrado por las hermanas Ashley Grace y Hanna Nicole. Se grabó entre los años 2002 y 2003, y se lanzó oficialmente el 11 de mayo de 2003, bajo la producción de Áureo Baqueiro, y distribuido a través del sello discográfico Columbia Records. Debutó en la posición diecinueve en la lista Latin Pop Álbum de Billboard. Alcanzó la tercera posición semanal de lo más vendido en México, siendo rápidamente acreedoras de un disco de oro más platino en México.
El dúo comenzó su carrera tras lanzar el primer sencillo de este material «Odio amarte», el cual alcanzó los primeros lugares de las listas radiales en México. Para la promoción del disco, entre los años 2002 y 2005 fueron lanzados cinco sencillos; «Odio amarte», «Estés donde estés», «Te quedaste», «Soy mujer» y «Si pruebas una vez». En el año 2004, se lanzó una edición especial del disco, la cual obtuvo la certificación de platino en México.

## Antecedentes y lanzamiento
Desde pequeñas comenzaron a cantar góspel a los 5 y 6 años, respectivamente, en el coro de la iglesia en Lake Charles. Las clases de música y el entrenamiento se convirtieron en parte de sus tareas diarias, realizando gira por Luisiana a los 11 y 12 años, cantando en ferias como en rodeos. Llegaron a participar en Angola, la prisión estatal más grande de los Estados Unidos. A los 16 y 14 años reciben invitaciones del Secretario de Estado de Luisiana para formar parte del turismo del lugar como: Railroad Festival, The Louisiana Music Cavalcade. Debido a las experiencias pasadas, su profesor de escuela las animó a grabar demos de las canciones country que ellas traducían al español, y así, probar suerte en México.
Durante el año 2002 trataron de buscar compañías discográficas interesadas, siendo rechazadas por su propuesta musical, Sony Music Latin fue la última que visitaron y finalmente quién confió en ellas, naciendo así, un 22 de abril del mismo año «Ha*Ash» un dúo de música que mezclan el pop con el country en español. Entre 2002 y 2003, graban su primer álbum homónimo Ha*Ash producido por Áureo Baqueiro.

### Lanzamiento y grabación
El álbum se lanzó el 11 de mayo de 2003, bajo la producción de Áureo Baqueiro. Fue grabado en Brava! y en los estudios Manu Estudios, ambos en la Ciudad de México. La mezcla se llevó cabo en Manu Estudios por Rodolfo Cruz y Rodolfo Vázques, mientras que la masterización en el estudio El cuarto de máquinas en México por Luis Gil. En el año 2004, se lanzó una edición especial del disco, el cual contiene en DVD los vídeos de los tres sencillos, su versión detrás de cámaras, karaoke y una entrevista.

## Recepción comercial
Con su primer álbum homónimo publicado el 11 de mayo de 2003, lograron posicionar todos sus sencillos en el Top 10 de la radio nacional mexicana. Debutó en la posición diecinueve en la lista Latin Pop Albums de Billboard, y alcanzó la tercera posición semanal de lo más vendido en México. El álbum fue rápidamente acreedor de un disco de oro, y al año siguiente, del disco de platino por la venta de 75.000 y 150.000 copias vendidas, respectivamente. A finales de 2017, catorce años después de su lanzamiento, fue premiado con la certificación de oro más platino en México. Desde entonces, se estima que el álbum ha vendido alrededor de 350.000 copias mundialmente.
En el año 2004, se lanzó una edición especial del disco, la cual obtuvo la certificación de platino en México.

## Promoción y sencillos
Para la promoción del álbum se lanzó el primer sencillo «Odio amarte», el 23 de abril de 2002 solo en México. Se colocó entre el gusto del público adolescente de dicho país y se convirtió en uno de los temas más tocados en las estaciones de radio de México, con este sencillo hacen presentaciones en programas de televisión, así como también en festivales de radio. En 2003, se estrenó «Estés donde estés» el segundo sencillo del álbum. Se colocó en los primeros lugares en las estaciones de radio y por tal motivo, es seleccionado como tema principal de la novela Clap... el lugar de tus sueños de Televisa, consiguiendo una mayor difusión de su música. La pista fue premiada a Canción del año por los premios Orgullosamente Latino. Alcanzó la posición catorce en las lista Latin Airplay y Hot Latin Songs, igualmente, se ubicó en el noveno lugar en Latin pop Airplay, todas de Billboard. Con la promoción, llegaron a la cumbre con su presentación en el Teatro Metropolitan en Ciudad de México. Ese mismo año, se publicó «Te quedaste» el tercer sencillo oficial del disco, cuyo tema alcanzó el lugar veintiocho en Latin Airplay y Hot Latin Songs, además de la posición diecisiete en Latin pop Airplay, en las listas de Estados Unidos. En México, se ubicó en la cuarta posición de los más escuchado en las listas radiales.
Los últimos dos sencillos para la promoción de esta producción, fueron «Soy mujer» y «Si pruebas una vez», lanzados solo para México en 2004. Los temas alcanzaron la séptima y quinta posición en las radios mexicanas, respectivamente. El cuarto sencillo «Soy mujer» formó parte de la banda sonora de la tercera edición de Big Brother bajo el título «Todo lo que siento» en 2004. Con su gira por Norteamérica para la divulgación del disco, llegaron a ofrecen entre los años 2003 y 2004, más de 150 presentaciones por Latinoamérica.

## Lista de canciones
Créditos adaptados de Apple Music.

| Ha*Ash |                        |                                          |                |          |  |
| N.º    | Título                 | Escritor(es)                             | Director(es)   | Duración |  |
| 1.     | «Soy mujer»            | Áureo Baqueiro                           | Áureo Baqueiro | 3:30     |  |
| 2.     | «Odio amarte»          | Ashley Grace · Hanna Nicole · Baqueiro   | Baqueiro       | 3:30     |  |
| 3.     | «Te quedaste»          | Baqueiro · Leonel García                 | Baqueiro       | 3:46     |  |
| 4.     | «Estés donde estés»    | Baqueiro · Salvador Rizo                 | Baqueiro       | 4:01     |  |
| 5.     | «Prefiero»             | Baqueiro                                 | Baqueiro       | 4:08     |  |
| 6.     | «Deja de llover»       | Baqueiro                                 | Baqueiro       | 3:35     |  |
| 7.     | «Superficial»          | Ashley · Hanna · Baqueiro · Mónica Vélez | Baqueiro       | 3:35     |  |
| 8.     | «Milagros de ocasión»  | Baqueiro                                 | Baqueiro       | 3:32     |  |
| 9.     | «Si pruebas una vez»   | Juan Luis Broissin · Ángela Dávalos      | Baqueiro       | 3:20     |  |
| 10.    | «Extraña en la ciudad» | Baqueiro · Vélez                         | Baqueiro       | 4:01     |  |
| 36:58  |                        |                                          |                |          |  |

| DVD adicional (edición especial) |                                              |          |  |
| N.º                              | Título                                       | Duración |  |
| 1.                               | «Odio amarte» (Videoclip)                    |          |  |
| 2.                               | «Estés en dónde estés» (Videoclip)           |          |  |
| 3.                               | «Te quedaste» (Videoclip)                    |          |  |
| 4.                               | «Odio amarte» (Detrás de cámaras)            |          |  |
| 5.                               | «Estés en dónde estés» (Detrás de cámaras)   |          |  |
| 6.                               | «Te quedaste» (Detrás de cámaras)            |          |  |
| 7.                               | «Odio amarte» (Karaoke)                      |          |  |
| 8.                               | «Estés en dónde estés» (Karaoke)             |          |  |
| 9.                               | «EPK» (Vídeos, galería de fotos, biografías) |          |  |

### Formatos
- CD - Edición de un disco con 10 pistas[11]
- CD/DVD (versión mexicana) - Edición de dos discos en digipak que contiene las 10 pistas originales y un DVD adicional con videos musicales, detrás de cámaras y karaokes.[39]
- Descarga digital - contiene los diez temas de la versión CD.[37]

## Créditos y personal
Créditos adaptados de las notas del álbum y AllMusic.

### Músicos
- Armando Ávila: bajo (1-9), guitarra acústica (1-9), guitarra eléctrica (1-9), teclado (1-10)
- Áureo Baqueiro: , teclado (1-10), voces de fondo (1-10)
- Sabo Romo: bajo (10), guitarra acústica (10), guitarra eléctrica (10)
- Michelle Batrez: voces de fondo (1-10)
- Fanny Chernitsky: voces de fondo (1-10)
- Mongus: guitarra (5)
- Pepe Damián: batería (1-10)

### Productores y técnicos
- Áureo Baqueiro: producción (1-10), ingeniería de grabación (1-10), arreglo musical (1-9)
- Armando Ávila: ingeniería de grabación (1-10), arreglo musical (1-9)
- Rodolfo Cruz: ingeniería de grabación (1-10), mezcla (2, 4-7, 9-10)
- Rodolfo Vázques: mezcla (1, 3, 8)
- Sabo Romo: arreglo musical (10)
- Luis Gil: masterización (1-10)

### Administración y diseño
- Lorenzo Braun: producción ejecutiva
- Ricardo Burgos: gerente de producto
- Paul Forat: A&R
- Rafael Zepeda: A&R
- Gustavo Cruz: diseño álbum
- Blanca Charolet: fotografía
- Fernando Velazco: fotografía
- Edgardo Contreras: fotografía
- Mónica Pastrana: correcciones de estilo
- Tabira Trejo: correcciones de estilo

## Posicionamiento en listas
| Listas (2003-2004)                         | Mejor posición |
| ------------------------------------------ | -------------- |
| Estados Unidos Latin Pop Álbum (Billboard) | 19             |
| México (AMPROFON)                          | 3              |

## Certificaciones

### Edición estándar
| País (organismo certificador) | Certificación    | Unidades certificadas |
| ----------------------------- | ---------------- | --------------------- |
| México (AMPROFON)             | Platino + Oro    | 225 000               |
| Ventas mundiales              | Ventas mundiales | 350 000               |

### Edición DVD
| País (organismo certificador) | Certificación | Unidades certificadas |
| ----------------------------- | ------------- | --------------------- |
| México (AMPROFON)             | Platino       | 20 000                |

## Premios y nominaciones
| Año  | Premio                         | Categoría                  | Trabajo nominado    | Resultado | ref    |
| ---- | ------------------------------ | -------------------------- | ------------------- | --------- | ------ |
| 2003 | Academia Nacional de la Música | Artista revelación del año | Ellas mismas        | Ganadoras | [ 41 ] |
| 2004 | Orgullosamente Latino          | Canción Latina del Año     | «Estés donde estés» | Ganadoras | [ 24 ] |
| 2005 | Premios Lo Nuestro             | Artista revelación         | Ellas mismas        | Ganadoras | [ 42 ] |

## Historial lanzamiento
| País           | Fecha               | Edición          | Formato | Discográfica      | Ref          |
| -------------- | ------------------- | ---------------- | ------- | ----------------- | ------------ |
| México         | 11 de mayo de 2003  | Edición estándar | CD      | Sony Music México | [ 3 ] [ 37 ] |
| Estados Unidos | 24 de marzo de 2004 | Edición estándar | CD      | Sony Music Latin  | [ 3 ] [ 37 ] |
| Puerto Rico    | 24 de marzo de 2004 | Edición estándar | CD      | Sony Music Latin  | [ 3 ] [ 37 ] |
| México         | 24 de julio de 2004 | Edición especial | CD/DVD  | Sony Music México | [ 3 ]        |